# 三座山測試
三山实验（英語：The Three Mountain Task）是由瑞士发展心理学家讓·皮亞傑基於发展心理学中的认知发展概念設計的实验范式。根据他的理论，认知能力的发展分為四个阶段。此测试用來检测儿童是否会以自我为中心去思考問題，也是一个检测儿童是在前運算階段還是在具體運算階段的有效指标。

## 方法
实验設計是：
被试者坐在桌子前，桌子上面放着三个小山模型。小山有不同大小，並有不同的特徵（一个山有雪，一个有红十字，一个有一間小屋）。被试者可以全方位地觀察這個模型。主试者会把一个洋娃娃在模型前（和被试者不同的视角），再給被试看10張照片，让被试者指出最似洋娃娃看到這個小山模型的角度，以检测不同年龄段的儿童是否会以自我为中心去思考問題。

## 批評
常见的批评是這個实验对儿童而言过于复杂，用一些使用对儿童而言更为熟悉的事物会产生不同的结果。